# Крымок (Житомирская область)
Крымок (укр. Кримок) — село на Украине, находится в Радомышльском районе Житомирской области.
Код КОАТУУ — 1825084901. Население по переписи 2001 года составляет 436 человек. Почтовый индекс — 12216. Телефонный код — 4132. Занимает площадь 1,724 км².
Через село протекает река Белка.

## Адрес местного совета
12216, Житомирская область, Радомышльский р-н, с.Крымок, ул.Центральная, 1